# آرتین رحمانی
آرتین رحمانی پیانی (زاده ۱ مرداد ۱۳۸۴ – درگذشته ۲۵ آبان ۱۴۰۱) نوجوان ۱۷ ساله ایرانی اهل دهستان پیان، ایذه بود که در ۲۵ آبان ۱۴۰۱  در خیزش زن زندگی آزادی در ایذه توسط مأموران جمهوری اسلامی با سه تیر جنگی کشته شد. او شاگرد مکانیک بود و علاقه زیادی به ماشین و تعمیرات ماشین داشت.
پس از کشته شدن آرتین، دست‌خطی از او منتشر شد که خطاب به مادر نوشته بود: «شرمنده‌ام مادر. می‌خواهم در راهی قدم بگذارم که جوانی‌ام را نبینی». آرتین پیش از پیوستن به اعتراضات در صفحه اینستاگرامhttps://www.instagram.com/artin.rahmani._.800?igsh=bnRhandkdnp3b2N5 خود نوشته بود: «حالمون خوب میشه یه روز ولی شاید اون روز من نباشم.اگه تو بودی ،جای من بلند بخند از ته دل».

## واکنش‌ها
- در ۱۷ نوامبر ۲۰۲۲ دریا صفایی عضو پارلمان بلژیک در یک توییت با انتشار یک متن پست شده در اینستاگرام آرتین رحمانی که نوشته بود: «حالمون خوب میشه یه روز، ولی شاید اون روز من نباشم. اگه تو بودی، جای من بلند بخند از ته دل» نوشت:[۱۶] ما بسیاری از عزیزانمان را از دست داده‌ایم، اکنون دیگر تا زمانی که ایران آزاد شود نباید توقف کنیم.

## ربودن فواد چوبین دایی آرتین رحمانی
در ۲۵ فروردین ۱۴۰۲ هنگامه چوبین، مادر آرتین رحمانی ربوده شدن برادرش فواد چوبین توسط نیروهای لباس‌شخصی خبر داد. او گفت که برادرش فؤاد در خیابان خرمشهر ایذه، پشت پاساژ پل بدون دلیل و مدرک یا حکم بازداشتی با تهدید اسلحه توسط لباس شخصی‌ها و با ضرب و شتم شدید ربوده شده و خانواده وی هیچ خبری از محل نگهداری و وضعیت او ندارند.